# Lääneotsa
Lääneotsa is een plaats op het Estlandse eiland Prangli, dat deel uitmaakt van de gemeente Viimsi in de provincie Harjumaa. De plaats heeft de status van dorp (Estisch: küla).

## Bevolking
Het dorp had 29 inwoners op 31 december 2011 en 51 inwoners op 31 december 2021.

## Ligging
Lääneotsa betekent ‘westkant’ en ligt inderdaad aan de westkant van het eiland. Het is het oudste dorp van het eiland. In Lääneotsa staat de kerk van het eiland, die is gebouwd in 1848 en gewijd aan Laurentius van Rome. De kerk staat op de monumentenlijst.

## Foto's

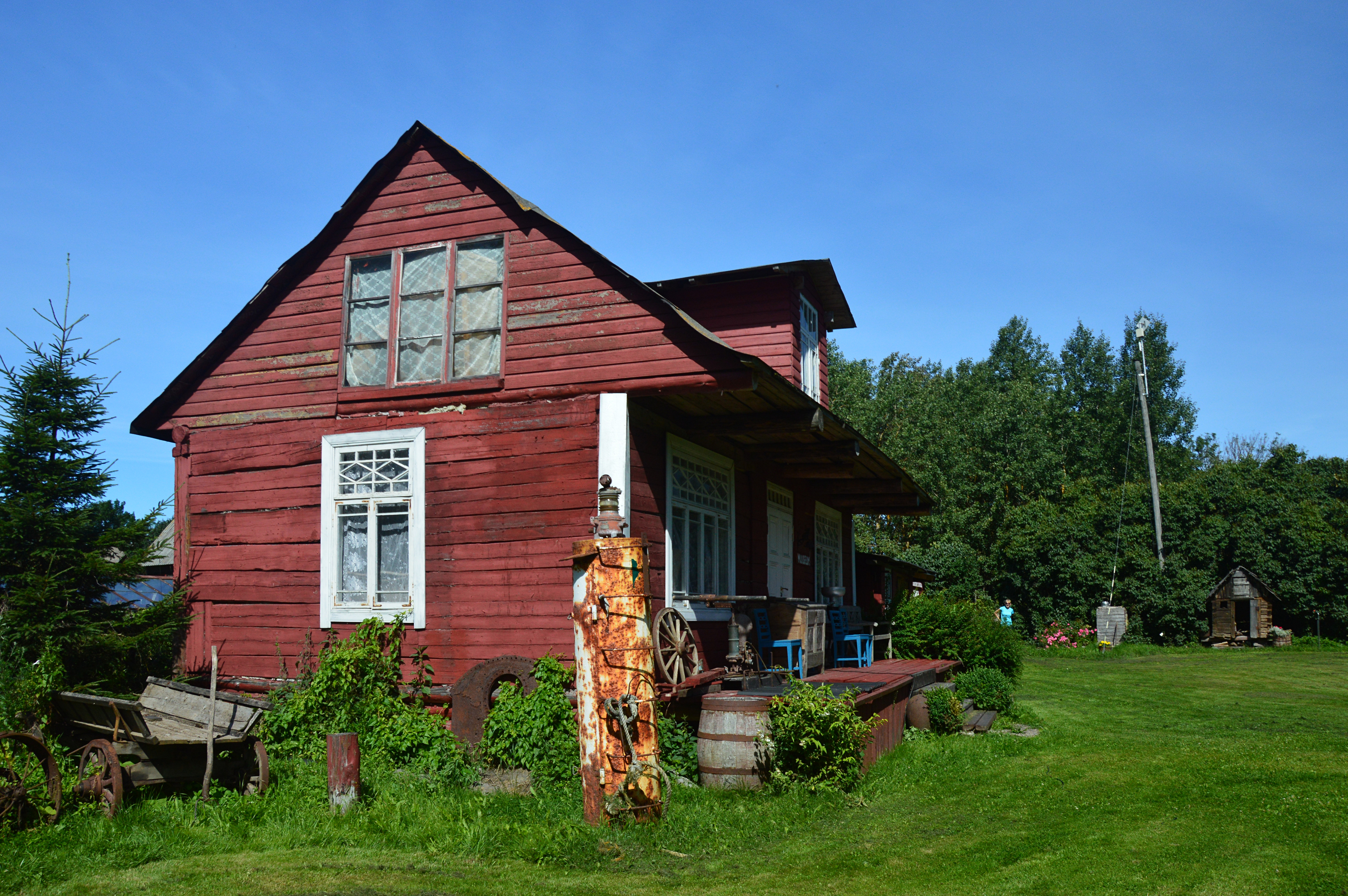
Het museum van Prangli
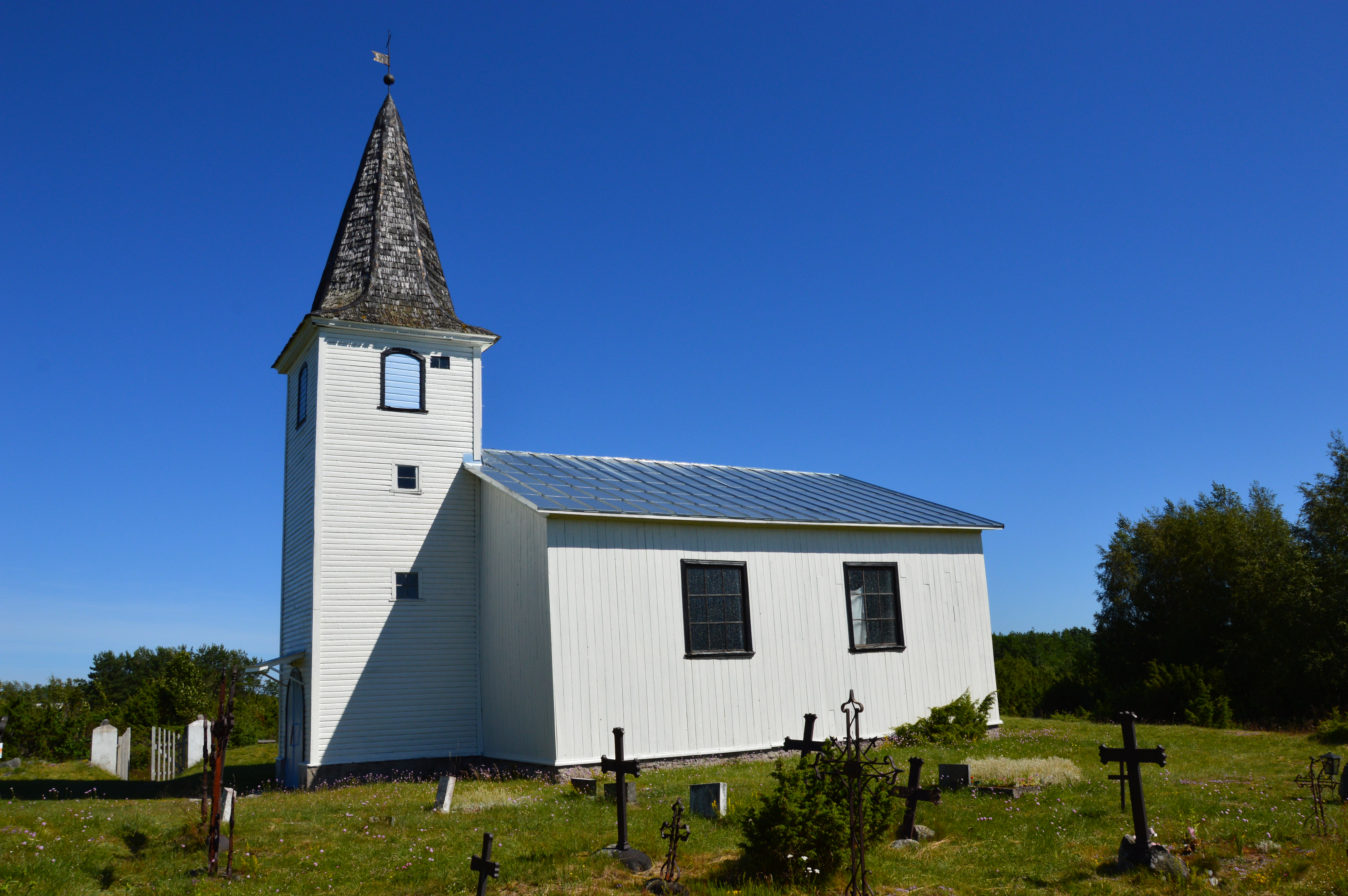
De kerk
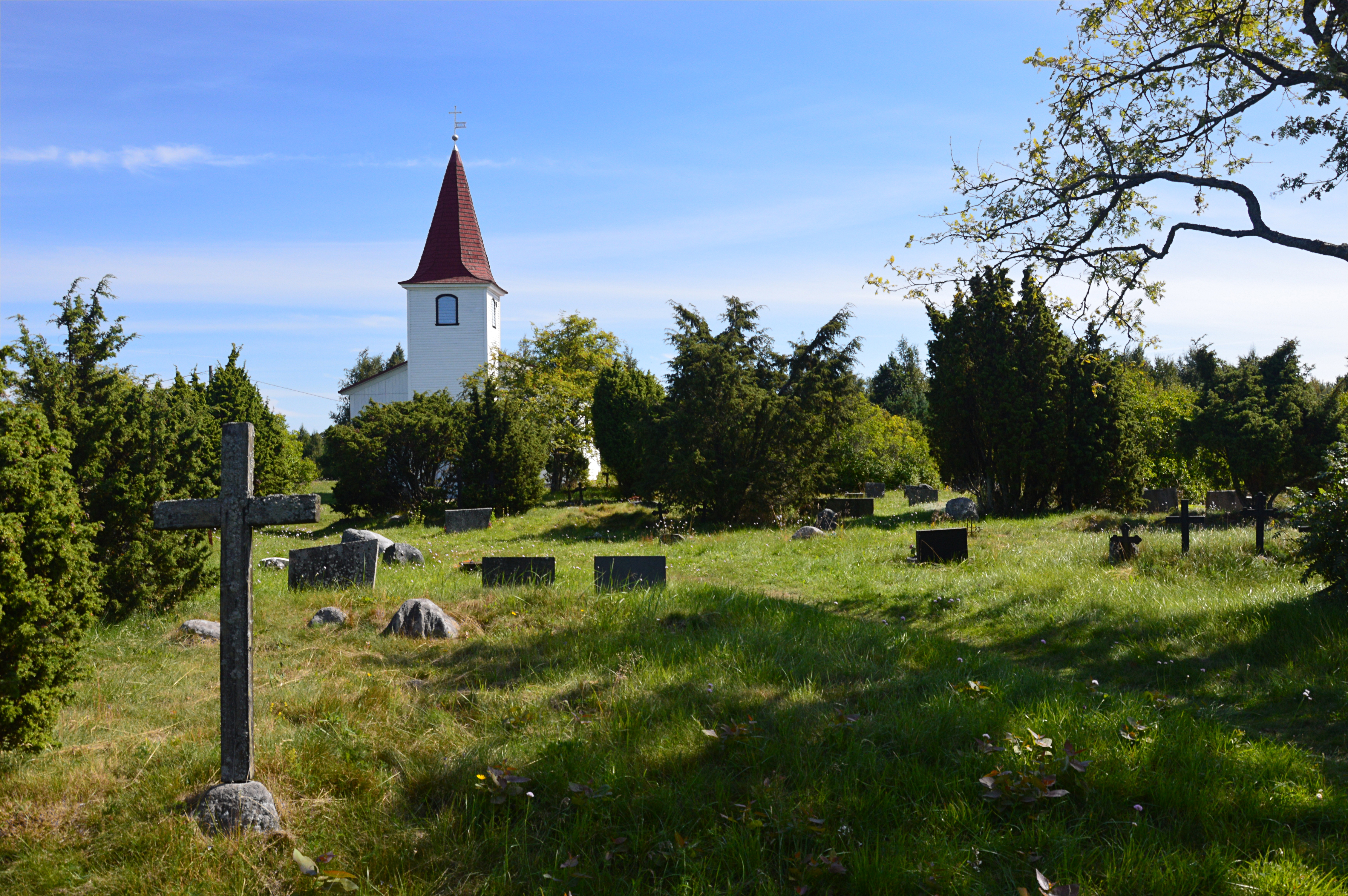
Kerkhof